# Gackstroemia patagonica
Gackstroemia patagonica là một loài rêu tản trong họ Lepidolaenaceae. Loài này được (Stephani) Grolle miêu tả khoa học lần đầu tiên năm 1967.